# Sphaerolana
Sphaerolana é um género de crustáceo da família Cirolanidae.
Este género contém as seguintes espécies:
- Sphaerolana affinis
- Sphaerolana interstitialis
- Sphaerolana karenae